# Braque du Bourbonnais
Die Braque du Bourbonnais (Bourbonnaiser Vorstehhund) ist eine von der FCI anerkannte französische Hunderasse (FCI-Gruppe 7, Sektion 1.1, Standard Nr. 179).

## Herkunft und Geschichte

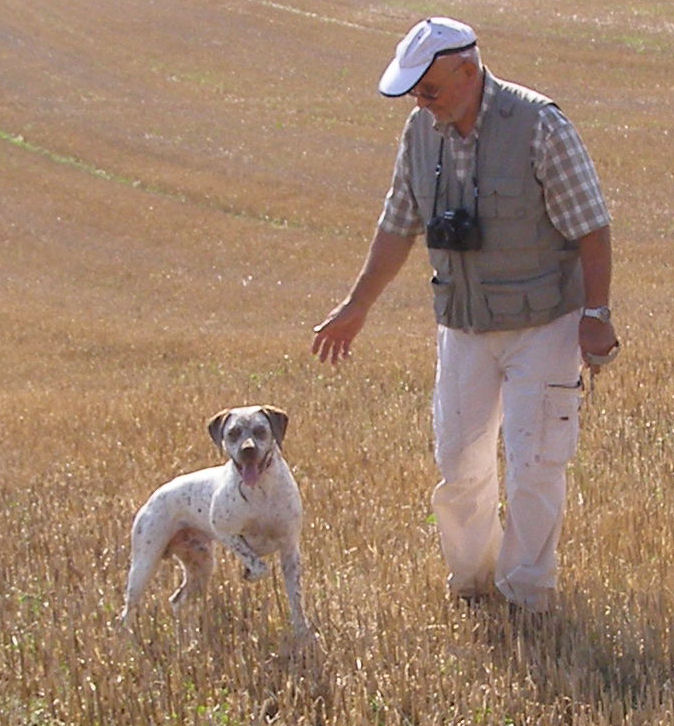
Michel Comte mit Vrac du Rocher des Jastres (Besitzer: Michaël Comte, Züchter: Michel Comte)

Ein Typ mit dem Aussehen dieser Hunderasse ist im Jahre 1589 auf einem Holzschnitt von Ulisse Aldrovandi zu finden: ein stummelschwänziger, kurzrückiger Hund mit Forellenmuster. Aldrovandi nennt ihn: Hund von Bourbonnais auf Wachteljagd Züchter versuchten im 19. Jahrhundert ihn aus den über ganz Europa vorhandenen Vorstehhunden wieder nachzubilden, was gegen Ende dieses Jahrhunderts fast zum Erlöschen führte. Es wurden nun Pointer und Deutsch Kurzhaar zur Stabilisierung eingekreuzt.
In den 1930er Jahren versuchten Züchter ein blasses Fliederfarben und eine angeborene kurze Rute durchzusetzen.
Diese strenge Selektion führte zu einer Bedrohung der Rasse: Von 1963 bis 1973 erfolgten keine Eintragungen im französischen Zuchtbuch.
1970 stellte sich eine Gruppe von Züchtern um Michel Comte die Aufgabe, das Überleben des Bourbonnaiser Vorstehhundes zu sichern. Der französische Zuchtverband, der für den Rassestandard verantwortlich zeichnet, sieht inzwischen die Zukunft der Rasse zuversichtlich.

## Kurzbeschreibung
Die Braque du Bourbonnais ist mit bis zu 57 cm mittelgroß.
Das Haar ist fein, kurz und dicht, auf dem Rücken ein wenig grober und manchmal etwas länger. Zwei Farbschläge werden gezüchtet: braun geschimmelt und orange geschimmelt. Bei braunem Haarkleid mit Scheckung, stark bis mittelmäßig gesprenkelt, können die Farbnuancen lie de vin (weinrot) oder lilas passé (verblasst-fliederfarben) entstehen. Bei lohfarbener Scheckung entsteht die Farbnuance fleur de pêcher (Pfirsichbaumblüte).
Die Ohren der Hunde sind leicht über der Augenlinie angesetzt und können bis zur Kehle oder etwas über sie hinausreichen. Sie liegen an der Wange an. Bei manchen Hunden fehlt die Rute natürlicherweise ganz (→ Brachyurie). Der Rassestandard sieht ein Kupieren der Rute vor, dem allerdings im deutschsprachigen Raum tierschutzrechtliche Bestimmungen enge Grenzen setzen.

## Wesen
Die Braque du Bourbonnais ist ausgeglichen und sehr lernfähig. Bei der Suche arbeitet sie mit hoher Nase. Zuhause zeigt sie sich sanft und anhänglich.

## Verwendung
Universeller Jagdhund, Familienhund, Wachhund